# 케유마르스

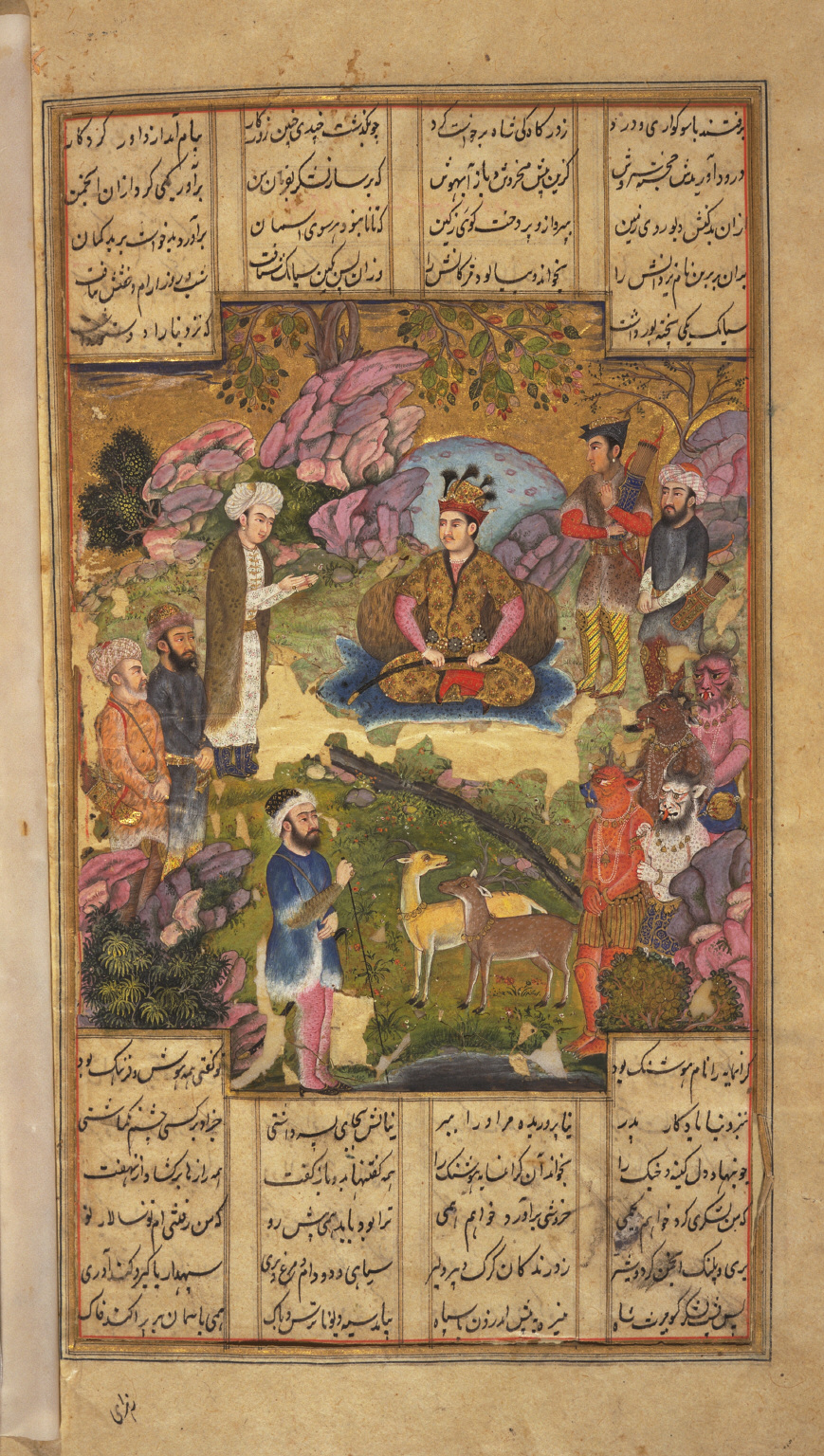

케유마르스(페르시아어: کیومرث) 또는 키요마르스는 페르시아 신화의 등장인물이다. 시인 피르라우시의 샤나마에 따르면, 세상의 첫 황제(샤)였다. 케유마르스의 인물은 아베스타에 가요 마러탄이라 불리며, 조로아스터 창세 신화에 기초한다. 나중의 조로아스터 교재에 가요마르드 또는 가요마르트라 불렸다.
아베스타어로 “가야”는 인생을 의미한다. “마러탄”은 인간이라는 뜻이다. “가요 마러탄”은 처음에는 세상의 유일한 인간으로 영원 속의 인간 생활이다. 그것은 또 이란에서 유명한 이름으로 키오마르스 이자드파나는 이란의 과학자이다.
조로아스터 창세 신화에 따르면, 가요마르트는 땅을 창조한 후, 최초의 인간으로 아후라 마즈다에 의해 창조되었다. 가요마르트는 남자도 아니고 여자도 아니었다. 앙그라 마이뉴는 악의 힘으로 기요마르트를 죽이기 위해 악마를 보냈고, 기요마르트의 몸에서는 나무가 솟아나고, 그것은 첫 남자 마시야와 첫 여자 마시야나를 낳았다.
피르나우시의 위대한 서사시 샤나마는 케유마르스의 이야기로 시작한다. 그는 첫 왕으로 그때에는 산의 동굴에 살았고, 표범의 가죽을 입었다. 신 아후라 마즈다는 그에게 초자연적인 파르를 주었고 왕으로 예정되었다. 그의 아들은 시야마크로 악마 아리만을 제외하고는 모두에게 존중되었다. 아리만은 군대를 모았고 천사 소루시는 케유마르스에 경고하였다. 시야마크는 악마의 손에 첫 전투에 죽었다.
케유마르스는 1년 동안 슬퍼하고 소루시는 그에게 아리만과 한 번 더 싸울 것을 조언하였다. 시야마크의 아들 후샹은 그때 자라있었다. 그리고 그는 군대를 이끌었는데 그 군대가 아리만의 아들을 격파하였고 그는 처형되었다. 케유마르스는 30년의 치세 후 죽었고, 그의 왕좌를 후샹에게 남겼다.